# NICAM
A NICAM a kiskorúak védelme érdekében alkalmazott társszabályozási rendszer, a holland szervezet által kidolgozott módszerek eleget tesznek mind a tudományos, mind a társadalmi és szociálpolitikai követelményeknek. A szisztéma racionális, pragmatikus, gyakorlatias és értékrendszerét közvélemény-kutatásokkal alapozták meg.
Nem tévesztendő össze az analóg televíziós sztereó hang szabványára vonatkozó Near Instantaneous Companded Audio Multiplex (NICAM) rövidítéssel.

## Története
A NICAM megalakulásának története a 90-es évek végére nyúlik vissza, amikor a videójáték-kínálat robbanásszerű növekedésével az Európai Bizottság cselekvésre szólított fel. Erre reagálva a holland szociális ügyekért felelős miniszter 1997-ben meghirdetett egy programot, amelyben felkérte az érintett feleket egy önszabályozó rendszer kidolgozására. Ennek eredményeként 1999. január 1-jén megalakult a „Nederlands Instituut voor de Classificatie van Audiovisule Media” (NICAM). A szervezet az iparági önszabályozás, pontosabban társszabályozás Európában egyedülálló formája, amely a teljes audiovizuális szektort egyesíti, értve ez alatt a közszolgálati és kereskedelmi műsorszolgáltatókat, a film-, videó-, DVD-, valamint az interaktív videó/komputerjátékok gyártóit és forgalmazóit, valamint a mobilszolgáltatókat. A szervezet feladata tájékoztatni a fogyasztókat a televíziós műsorszámok, filmek, videók, számítógépes játékok ajánlott korhatáráról, továbbá olyan információkat is hozzáférhetővé kíván tenni, amely alapján a szülő felelősen dönthet az adott film, műsor vagy termék kapcsán.
Az egységes klasszifikációs rendszer kidolgozását az Audience Research Department of the Dutch Broadcasting Organisation (NOS-KLO) közvélemény-kutatása előzte meg. A demoszkópiai vizsgálat során a kutatók szülőket kérdeztek meg arról, hogy elsősorban mely tartalmak azok, amelyeket a kiskorúak számára leginkább ártalmasnak gondolnak. A legfontosabb témák az erőszak, a félelemkeltő tartalmak, félelemkeltő jelenetek, szexuális tartalom, diszkrimináció, kábítószer-fogyasztás valamint a trágárság voltak, továbbá megfogalmazódott a megkérdezettekben az igény, hogy a fenti tartalmak esetleges jelenlétéről – a korhatár mellett – szintén tájékozódni kívánnak. A NICAM feladata volt kidolgozni és hozzáférhetővé tenni a film – és videó-forgalmazók, valamint a számítógépes játékok gyártói számára azokat a kritériumokat, amelyek alapján az önklasszifikáció történik. A végeredmény, az ártalmas tartalomra utaló információval kombinált korhatár-jelölés elnyerte a holland honatyák tetszését, így a parlament 2001 februárjában törvényesen is elismerte a kiskorúak védelme kapcsán az iparág és az állam között létrejött egyezséget. A minisztérium által akkreditált szervezetnek szigorú kritériumoknak kell megfelelnie, s amennyiben ezek nem teljesülnek a megbízás visszavonható.
A holland klasszifikációs rendszer négy korosztályi kategóriát különböztet meg: AL=nincs ártalom, azaz minden korosztály számára alkalmas; 6 éven aluliaknak nem ajánlott; 12 éven aluliaknak nem ajánlott, 16 éven aluliaknak nem ajánlott. Emellett a szimbólumok az ártalmas tartalomra utaló információkat is hordoznak, mint erőszak, szexualitás, a trágárság, diszkrimináció, drogfogyasztás és alkohollal történő visszaélés, valamint félelemkeltő elemek jelenléte. Mivel a 6 és 12 közötti időtartam a tapasztalatok szerint – a pszichológiai fejlődés szempontjából – túlságosan tág időszakot ölel fel, 2008-tól egy új korhatár kategóriát vezetnek be: a 9 éven aluliaknak nem ajánlott. Az egységes megjelenítésű szimbólumot minden audiovizuális terméken (videó- és számítógépes játékok csomagolásán) fel kell tüntetni. A filmek és televíziós műsorszámok esetében a képernyőn, a műsorújságokban, a teletexten, valamint a reklámanyagokon is megjelennek az adott korhatárt, valamint a konkrét ártalmat jelölő ikonok. A mobiltelefon képernyőjén az erotikus tartalomra utaló piktogram jelenik meg. A NICAM-hoz hozzávetőleg 2200 tartalomszolgáltató csatlakozott, köztük a három közszolgálati, és a tíz országos kereskedelmi műsorszolgáltató.
Magát a klasszifikációs rendszert, amelyet a hollandok Kijkwijzernek hívnak (a szó jelentése bölcs televíziónézés, vagy programújság), független szakértők dolgozták ki a jelenleg rendelkezésre álló tudományos ismeretek alapján és a szülők elvárásainak figyelembe vételével. A besorolást egy standardizált kérdőív segítségével a gyártók, a forgalmazók és a műsorszolgáltatók alkalmazásában álló képzett kódolók végzik. A kódolók betanításáról – és felmerülő problémák esetén –, a szükséges támogatásról, valamint a számítógépes rendszer üzemeltetéséről a NICAM gondoskodik. Miután a klasszifikációt végző kódoló az interneten keresztül bejelentkezett a rendszerbe, és meggyőződött arról, hogy a besorolandó mű még nem rendelkezik korhatárral, megkezdheti az online kódolást. A kérdőív megválaszolása után az adott műre vonatkozó korhatárt valamint a konkrét ártalmat, amely a besorolást indokolja, automatikusan kalkulálja ki a program. A kérdőív kitöltése kb. 10 percet vesz igénybe, bár a megválaszolandó kérdések száma a termék jellegétől és tartalmától függ. Amennyiben az adott mű kapcsán bizonyos kérdések nem relevánsak, a szoftver automatikusan kihagyja őket, és a következő mezőre ugrik. A válaszok a központi adatbázisban tárolódnak, amelyek szükség esetén lehívhatók. Az adatbázis jelenleg kb. 20 000 klasszifikációt tartalmaz. A klasszifikációs rendszer egyik alapelve, hogy egy médiatartalom csupán egyszer kerülhet besorolásra, az így kapott korhatárt minden szolgáltatónak kötelező átvenni, s például a film a videón vagy DVD-n történő megjelenésnél is ugyanazt a besorolást kapja.
A Kijkwijzer az adott médiatermék lehetséges ártalmas hatásáról igyekszik a fogyasztókat informálni. A potenciális ártalom ugyanakkor objektíven nem meghatározható terminus, az ezzel kapcsolatos megítélés mindig a konkrét helyen és időben uralkodó erkölcs és normák függvénye. A szubjektivitás és a kultúrafüggő jelleg megköveteli a módszertől a transzparenciát és a flexibilitást. A Kijkwijzernek amellett, hogy nyitottnak kell lenni a kritikára, adaptálnia kell az új tudományos nézeteket, valamint a társadalmi morál és értékek változásait. Az objektivitás hiányát mindenekelőtt az átláthatóság igyekszik helyettesíteni. Mind a fogyasztó, mind a kódoló ellenőrizheti a kódolás eredményét, valamint hozzáférhet a kódolási folyamat alapvető mechanizmusaihoz. A klasszifikációs rendszerrel szemben egy másik alapvető követelmény az érvényesség biztosítása. A klasszifikációban részt vevő munkatársaknak itt nem az ajánlott korhatárt kell megállapítani az adott audiovizuális termék kapcsán, hanem a látott tartalom alapján kérdéseket kell megválaszolnia, amelyek végül meghatározzák az ajánlott korhatár-besorolást. Az erős validitás azt is jelenti, hogy a kérdésekre adott válaszok ahhoz a korhatárhoz kell, hogy vezessenek, amelyet a termék kapcsán a legtöbb szülő adna. A módszer érvényességének egyik elengedhetetlen feltétele a megbízhatóság. A kérdőívet oly módon alakították ki, hogy minden kérdés közvetlen befolyásolja a végeredményként kiadott korhatárt, amely a kódoló válaszaiból következik. Így az elvárásnak, hogy a különböző kódolók ugyanazon film vagy televíziós műsorszám vonatkozásában azonos eredményre jussanak, kizárólag a kódolok alapos és kiterjedt tréningjén keresztül nyílik lehetőség (a NICAM legújabb 4.1-es kérdőívét a mellékeltük jelentésünkhöz). A fenti kívánalom egyúttal a metodika egyik sarkalatos pontja, s jelenleg hozzávetőlegesen 150 kódoló folyamatos képzését és támogatását jelenti. Végül, a Kijkwijzert kritikára való nyitottsága és rugalmassága arra is képessé teszi, hogy a médiára oly jellemző változásokra is viszonylag gyorsan reflektáljon – így az új médiatartalmakra, az új műsorformátumokra, vagy éppen a már ismert műfajokon belül felbukkanó problémákra megfelelőképpen reagáljon. Jelenleg a Kijkwijzer munkatársai egy speciális modulon dolgoznak, amely a videóklipek klasszifikációjára szolgál, különös tekintettel a klipekben egyre gyakrabban megjelenő szexizmusra. Ugyancsak a jövőbeni tervek között szerepel, hogy a kérdőív legújabb verziója audiovizuális példákkal, filmklipekkel is kiegészül, s ily módon illusztrálja a kérdésekre adható lehetséges válaszokat. Az új módszerrel feltehetően a helytelen válaszok előfordulásának esélyét a minimumra lehet szorítani. A klasszifikációs rendszer kizárólag abban az esetben mondható hatékonynak, ha a fogyasztói elvárásoknak is megfelel, ezért folyamatosan figyelemmel kell követni, hogy a rendszer működését miként ítéli meg a közvélemény. Amennyiben a társadalom egy nagyobb szegmense elégedetlen a klasszifikációval, úgy az eszköz nyilvánvalóan korrekcióra szorul. Emellett a közvélemény-kutatások jelentősége azért sem elhanyagolható, mivel a tudományos kutatásokból származó ismeretek érvényessége korlátozott. (A hatásvizsgálatok elsősorban az erőszakos és a félelemkeltő tartalomra fókuszálnak, és az olyan témák, mint a szexualitás, diszkrimináció, kábítószer és trágárság eddig csak elvétve képezték a kutatások tárgyát.) Míg az erőszak és félelem kategóriák esetében a Kijkwijzer tudományos ismeretekre támaszkodik, addig a másik négy tartalmi kategória vonatkozásában csak a médiahatással kapcsolatos kutatások eredményeiből indulhat ki. Az előbbieknek köszönhetően a szóban forgó kategóriák kapcsán kiemelt figyelem jut a fogyasztókkal kapcsolatos vizsgálatoknak.
A Kijkwijzer hivatalosan 2001. február 22-én mutatkozott be. Azóta a televíziós műsorszolgáltatóknak a hírek, az élőműsorok és az időszerű események kivételével minden műsorszámot be kell sorolni. Két korhatár a televíziós közzététel vonatkozásában időkorlátokat is von maga után, a 12 éven aluliaknak nem ajánlott műsorszámot 20 óra után, 16 éven aluliaknak nem ajánlott műsorszámot 22 órát követően lehet sugározni. Bár a műsorszolgáltatóknak a tagság nem kötelező, a gyakorlatban a televíziós társaságok rá vannak kényszerítve az együttműködésre. Amennyiben egy csatorna nem csatlakozik a rendszerhez, akkor kizárólag olyan műsorszámokat adhat, amely valamennyi korosztály számára megtekinthető minősítéssel rendelkezik. A NICAM tagságot igazolni kell a holland médiahatóság felé. Az ajánlott klasszifikációval kapcsolatos panaszokat, mint például a korhatárhoz köthető televíziós sugárzási időpont megsértését, a NICAM vizsgálja ki. Évente hozzávetőlegesen összesen (tv, mozi, DVD stb.) 400-500 kifogás érkezik a szervezethez, melynek 90%-át a NICAM irodája dolgozza fel, s kb. 10%-a kerül a Panaszbizottsághoz. (A 2002-es és 2003-as adatok szerint az összes panasz hozzávetőlegesen a fele érintette a televíziót.) A panasz kivizsgálása után, amennyiben a sérelem gyanúja valóban fennáll a Független Panaszbizottság foglalkozik az üggyel. Az eljárás során mindkét félt meghallgatják, s megalapozott panasz esetén kiszabják a megfelelő büntetést. A legenyhébb büntetés a figyelmeztetés, míg a kiszabható pénzbüntetés felső határa 135.000 euró is lehet, illetve a NICAM tagság is megvonható. A Független Panaszbizottság döntésével szemben bármelyik fél fellebbezhet a Fellebbezési Bizottságnál.
A holland médiahatóság rendszeresen megvizsgálja és értékeli a rendszer működését a NICAM éves beszámolója alapján. A hatóság és a társszabályozó szervezet között létrejött egyezség a fogyasztói panaszok tekintetében is rögzíti a kompetenciákat, valamint az információcsere módját. A NICAM az egyezségben leírtak szerint maga is ellenőrzi, hogy megfelel-e a szabályoknak, továbbá meghatározott időközönként teszteli a fogyasztók elégedettségét és a rendszer hatékonyságát. Az ellenőrzésnek kiemelt szerep jut, hiszen a rendszer kizárólag abban esetben működik megfelelően, ha a gyenge pontokat szisztematikusan és rendszeresen azonosítják. Mivel a metodika átlátható, könnyű észlelni, ha a klasszifikáció helytelen. A hibás besorolásnak számos oka lehet, előfordulhat, hogy a kérdőív nem elég világos, esetleg a kulcs, amelyen keresztül a kiértékelés történik nem megfelelő, vagy a kódoló ad helytelen választ egy vagy több kérdésre.
A szervezet éves költségvetése 750 000 euró. Az indulásnál a finanszírozás 25% és 75%-ban került megosztásra a média és az állam között. 2005-re az állami forrást sikerült 50%-ra csökkenteni, a tervek szerint további mérséklődés várható.